# Jesper Westerberg
Thomas Jesper Westerberg (Kristianstad, 1º febbraio 1986) è un ex calciatore svedese, di ruolo difensore.

## Carriera

### Club

#### Landskrona, Hässleholm e Halmstad
Westerberg debuttò nella Allsvenskan il 26 ottobre 2003, con la maglia del Landskrona BoIS: sostituì infatti Anders Friberg nel pareggio per 1-1 sul campo del Göteborg. Giocò poi all'Hässleholm, con la formula del prestito. Successivamente si trasferì all'Halmstad, a titolo definitivo. Esordì in squadra il 17 aprile 2006, subentrando a Peter Larsson nel pareggio a reti inviolate contro il Djurgården.

#### Landskrona e Mjällby
Dopo tre stagioni all'Halmstad, Westerberg tornò al Landskrona. Fu poi ingaggiato dal Mjällby, per cui giocò il primo incontro il 14 marzo 2010, nel pareggio per 0-0 in casa dell'AIK. Giocò due campionati per questo club.

#### Lillestrøm e il ritorno in patria
Il 14 dicembre 2011, i norvegesi del Lillestrøm ne annunciarono l'ingaggio, con Westerberg che si legò alla nuova squadra con un contratto dalla durata triennale. Il 7 febbraio 2013, rescisse l'accordo che lo legava al club. Il 10 febbraio, fece così ritorno all'Halmstad. Rimase per sette anni divisi tra campionati di Allsvenskan e Superettan, poi si ritirò al termine della stagione 2019.

### Nazionale
Ha giocato nella nazionale svedese Under-21.

## Statistiche

### Presenze e reti nei club
Statistiche aggiornate al 12 febbraio 2013.
| Stagione               | Club                   | Campionato             | Campionato | Campionato | Coppe nazionali | Coppe nazionali | Coppe nazionali | Coppe continentali | Coppe continentali | Coppe continentali | Supercoppe | Supercoppe | Supercoppe | Totale | Totale |
| Stagione               | Club                   | Comp                   | Pres       | Reti       | Comp            | Pres            | Reti            | Comp               | Pres               | Reti               | Comp       | Pres       | Reti       | Pres   | Reti   |
| ---------------------- | ---------------------- | ---------------------- | ---------- | ---------- | --------------- | --------------- | --------------- | ------------------ | ------------------ | ------------------ | ---------- | ---------- | ---------- | ------ | ------ |
| 2003                   | Landskrona BoIS        | A                      | 1          | 0          | SC              | ?               | ?               | -                  | -                  | -                  | -          | -          | -          | 1+     | 0+     |
| 2004                   | Landskrona BoIS        | A                      | 0          | 0          | SC              | ?               | ?               | -                  | -                  | -                  | -          | -          | -          | 0+     | 0+     |
| 2005                   | Hässleholm             | D2                     | ?          | ?          | SC              | ?               | ?               | -                  | -                  | -                  | -          | -          | -          | ?      | ?      |
| 2006                   | Halmstad               | A                      | 24         | 0          | SC              | ?               | ?               | -                  | -                  | -                  | -          | -          | -          | 26+    | 0+     |
| 2007                   | Halmstad               | A                      | 16         | 1          | SC              | ?               | ?               | -                  | -                  | -                  | -          | -          | -          | 16+    | 1+     |
| 2008                   | Halmstad               | A                      | 21         | 1          | SC              | ?               | ?               | -                  | -                  | -                  | -          | -          | -          | 21+    | 1+     |
| 2009                   | Landskrona BoIS        | S                      | 30         | 0          | SC              | 4               | 0               | -                  | -                  | -                  | -          | -          | -          | 34     | 0      |
| Totale Landskrona BoIS | Totale Landskrona BoIS | Totale Landskrona BoIS | 31         | 0          |                 | 4+              | 0+              |                    | -                  | -                  |            | -          | -          | 35+    | 0+     |
| 2010                   | Mjällby                | A                      | 28         | 0          | SC              | 4               | 0               | -                  | -                  | -                  | -          | -          | -          | 32     | 0      |
| 2011                   | Mjällby                | A                      | 29         | 0          | SC              | 1               | 0               | -                  | -                  | -                  | -          | -          | -          | 30     | 0      |
| Totale Mjällby         | Totale Mjällby         | Totale Mjällby         | 57         | 0          |                 | 5               | 0               |                    | -                  | -                  |            | -          | -          | 62     | 0      |
| 2012                   | Lillestrøm             | ES                     | 12         | 0          | CN              | 3               | 0               | -                  | -                  | -                  | -          | -          | -          | 15     | 0      |
| 2013                   | Halmstad               | A                      | 28         | 0          | SC              | 4               | 0               | -                  | -                  | -                  | -          | -          | -          | 32     | 0      |
| Totale Halmstad        | Totale Halmstad        | Totale Halmstad        | 89         | 2          |                 | ?               | ?               |                    | -                  | -                  |            | -          | -          | 93     | 2      |
| Totale                 | Totale                 | Totale                 | 189+       | 2+         |                 | 12+             | 0+              |                    | -                  | -                  |            | -          | -          | 205+   | 2+     |